# 53e méridien ouest
En géographie, le 53e méridien ouest est le méridien joignant les points de la surface de la Terre dont la longitude est égale à 53° ouest.

## Géographie

### Dimensions
Comme tous les autres méridiens, la longueur du 53e méridien correspond à une demi-circonférence terrestre, soit 20 003,932 km. Au niveau de l'équateur, il est distant du méridien de Greenwich de 5 900 km,.
Avec le 127e méridien est, il forme un grand cercle passant par les pôles géographiques terrestres.

### Régions traversées
En commençant par le pôle Nord et descendant vers le sud au pôle Sud, Le 53e méridien ouest passe par:
| Coordonnées          | Pays, territoire ou mer | Notes |
| -------------------- | ----------------------- | --- |
| 90° 00′ N, 53° 00′ O | Océan Arctique          | |
| 83° 38′ N, 53° 00′ O | Mer de Lincoln          | |
| 82° 19′ N, 53° 00′ O | Groenland               | Île Hendrik (en) |
| 82° 05′ N, 53° 00′ O | Fjord Saint George (en) | |
| 81° 49′ N, 53° 00′ O | Groenland               | Le continent et les îles de Qeqertarsuaq et Île Upernivik (en) |
| 71° 09′ N, 53° 00′ O | Fjord Uummannaq         | |
| 70° 46′ N, 53° 00′ O | Groenland               | Péninsule Nuussuaq |
| 70° 18′ N, 53° 00′ O | Détroit de Sullorsuaq   | |
| 70° 05′ N, 53° 00′ O | Groenland               | Île Disko |
| 69° 20′ N, 53° 00′ O | Baie de Disko           | |
| 68° 40′ N, 53° 00′ O | Groenland               | Passe à travers l'île principale et de nombreuses îles sur la côte, incluant Saqqarliup Nunaa, Aamat, Sermersut et Maniitsoq |
| 65° 26′ N, 53° 00′ O | Océan Atlantique        | Passe juste à l'est de Péninsule de Bonavista, Terre-Neuve-et-Labrador, Canada (à 48° 35′ N, 53° 00′ O) |
| 48° 07′ N, 53° 00′ O | Canada                  | Terre-Neuve-et-Labrador — Péninsule Bay de Verde (en) de Terre-Neuve |
| 47° 59′ N, 53° 00′ O | Baie de la Conception   | |
| 47° 38′ N, 53° 00′ O | Canada                  | Terre-Neuve-et-Labrador — Île Bell |
| 47° 36′ N, 53° 00′ O | Baie de la Conception   | |
| 47° 31′ N, 53° 00′ O | Canada                  | Terre-Neuve-et-Labrador — Péninsule d'Avalon sur l'île de Terre-Neuve |
| 46° 45′ N, 53° 00′ O | Océan Atlantique        | |
| 5° 28′ N, 53° 00′ O  | France                  | Guyane française |
| 2° 10′ N, 53° 00′ O  | Brésil                  | Amapá Pará — à partir de 0° 02′ N, 53° 00′ O Mato Grosso — à partir de 9° 41′ S, 53° 00′ O Goiás — à partir de 16° 51′ S, 53° 00′ O Mato Grosso do Sul — à partir de 18° 19′ S, 53° 00′ O São Paulo — sur environ 10 km à partir de 22° 30′ S, 53° 00′ O Paraná — à partir de 22° 35′ S, 53° 00′ O Santa Catarina — à partir de 26° 21′ S, 53° 00′ O Rio Grande do Sul— à partir de 27° 08′ S, 53° 00′ O |
| 33° 28′ S, 53° 00′ O | Océan Atlantique        | |
| 60° 00′ S, 53° 00′ O | Océan Austral           | |
| 76° 49′ S, 53° 00′ O | Antarctique             | Liste des territoires revendiqués à la fois par l' Argentine et le Royaume-Uni (Territoire antarctique britannique), et la limite occidentale de Province de l'Antarctique chilien, revendiqué par le Chili |